# Pačelmskij rajon
Il Pačelmskij rajon (in russo Пачелмский район?) è un rajon dell'Oblast' di Penza, nella Russia europea. Istituito nel 1928, il suo capoluogo è Pačelma.